# Volaris Costa Rica
Volaris Costa Rica is een Costa Ricaanse lagekostenluchtvaartmaatschappij. De maatschappij heeft haar hub op de luchthaven van San José, maar voert ook vluchten uit vanuit El Salvador en Guatemala. De maatschappij voert vluchten uit binnen Noord-, Midden- en Zuid-Amerika. De maatschappij is een dochteronderneming van Volaris en vormt samen met Volaris El Salvador de Volaris Group.

## Geschiedenis
In maart 2016 maakte Volaris bekend een nieuwe maatschappij op te zetten in Costa Rica. In november van datzelfde jaar werd de AOC toegekend en de eerste vlucht volgde op 30 november 2016 van San José naar Guatemala-Stad. De maatschappij focust zich vooral op vluchten binnen Midden-Amerika.

## Vloot

### Huidige vloot
De vloot van Volaris Costa Rica bestaat uit de volgende toestellen (juni 2024):
| Type            | In dienst | Orders | Opmerkingen     |
| --------------- | --------- | ------ | --------------- |
| Airbus A319-100 | 2         | —      | N503VL & N504VL |
| Airbus A320neo  | 3         | —      |                 |
| Totaal          | 5         | —      |                 |

### Voormalige vloot
De vloot van Volaris Costa Rica bestond ook uit de volgende toestellen:
| Type            | Aantal | In dienst | Uitgefaseerd | Opmerkingen  |
| --------------- | ------ | --------- | ------------ | ------------ |
| Airbus A319-100 | 1      | 2018      | 2022         | N501VL       |
| Airbus A320-200 | 3      | 2016      | 2017         | Naar Volaris |

#### Kleurenschema
Het kleurenschema van Volaris Costa Rica bestaat uit een zwart kielvlak en zwarte sharklets met het logo. De motoren van de Airbus A320neo’s zijn paars met een witte ster, die van de Airbus A319-100 zijn nog zwart. De witte ster is gebaseerd op de Polaris waar ook de naam Volaris op gebaseerd is.

## Bestemmingen

Landen die worden aangevlogen door Volaris Costa Rica (juni 2024)

Volaris Costa Rica vliegt naar de volgende bestemmingen (juni 2024):
| Land             | Stad            | Luchthaven                                  | Opmerkingen |
| ---------------- | --------------- | ------------------------------------------- | ----------- |
| Colombia         | Bogotá          | Aeropuerto Internacional El Dorado          |             |
| Costa Rica       | San José        | Internationale luchthaven Juan Santamaría   | hub         |
| El Salvador      | San Salvador    | Luchthaven El Salvador                      |             |
| Guatemala        | Guatemala-Stad  | Internationale luchthaven La Aurora         |             |
| Mexico           | Cancún          | Internationale luchthaven van Cancún        |             |
| Mexico           | Mexico-Stad     | Internationale luchthaven van Mexico-Stad   |             |
| Peru             | Lima            | Aeropuerto Internacional Jorge Chávez       |             |
| Verenigde Staten | Los Angeles     | Los Angeles International Airport           |             |
| Verenigde Staten | New York        | John F. Kennedy International Airport       |             |
| Verenigde Staten | Washington D.C. | Internationale luchthaven Washington Dulles |             |